# Агонізм
Агонізм (від дав.-гр. ἀγών агон, «боротьба») — політична теорія, що підкреслює потенційно позитивні аспекти деяких (але не всіх) форм політичного конфлікту. Теорія приймає постійний конфлікт за належне, але прагне показати, як люди можуть сприйняти та позитивно направити. З цієї причини агоністи особливо стурбовані дискусіями про демократію. Цю традицію також називають агоністичним плюралізмом або агоністичною демократією.

## Агонізм та інші традиції в політичній думці
Агонізм протистоїть течії в марксистській концепції політики, відомій як «матеріалізм». Маркс погодився б з агоністами, що суспільство завжди було сповнене конфліктів, коли він писав: «Історія всього досі існуючого суспільства — це історія класової боротьби». Він також вважав, що причини конфлікту — це неминучі риси сьогодення, тобто капіталістичного суспільства. Але, на його думку, історія розвиватиметься таким чином, щоб урешті-решт знищити капіталізм і замінити його гармонійним суспільством, яке було його концепцією комунізму. Особливо протягом 1960-х і 1970-х років багато людей, включаючи науковців, підписалися на марксистський аналіз. З того часу деякі з цих людей прийшли до думки, що «матеріалістичне уявлення про історію» не дає достатніх підстав для надії на гармонійне суспільство. Шанталь Муфф та Ернесто Лаклау серед тих, хто перейшов до агонізму відштовхуючись від концепцій марксизму та соціальних рухів середини минулого століття.
Шанталь Муф каже: «Я використовую концепцію агоністичного плюралізму, щоб представити новий спосіб мислення про демократію, який відрізняється від традиційної ліберальної концепції демократії як переговорів між інтересами, а також відрізняється від моделі, яку зараз розробляють такі люди як Юрґен Габермас і Джон Роулз. Незважаючи на те, що у них багато відмінностей, Роулз і Габермас сходяться в тому, що метою демократичного суспільства є створення консенсусу, і що консенсус можливий лише за умови, що люди зможуть залишити осторонь свої конкретні інтереси і мислити як раціональні істоти. Однак, хоч ми й хочемо покласти край конфлікту, якщо ми хочемо, щоб люди були вільними, ми завжди повинні передбачати можливість виникнення конфлікту та забезпечувати арену, де відмінності можуть стикатися. Демократичний процес повинен забезпечити цю арену».